# 马尔 (卢瓦尔省)
马尔（法語：Mars）是法国卢瓦尔省的一个市镇，属于罗阿讷区（Roanne）沙尔利厄县（Charlieu）。该市镇总面积12.03平方公里，2009年时的人口为547人。

## 人口
马尔人口变化图示